# Amberley, Gloucestershire
Amberley är en liten by strax söder om Stroud i grevskapet Gloucestershire i England, Storbritannien. Byn hade 1 301 invånare år 2021.